# Plator kashmirensis
Plator kashmirensis là một loài nhện trong họ Trochanteriidae. Loài này phân bố ở Ấn Độ.